# Spartacus
Spartacus (født cirka 109 f.Kr., død 71 f.Kr.) var en romersk oprørsleder
Spartacus indledte det såkaldte spartacusoprør år 73 f.Kr.. Han var slave hos romerne, men var thraker, og stammede fra Thrakien nord for Grækenland. Oprøret begyndte, da han sammen med andre gladiatorer flygtede fra en gladiatorskole i byen Capua. Oprøret fik støtte af mange slaver, og Spartacus stod i spidsen for over 70.000 slaver. Oprøret havde først fremgang, men slavehæren besejredes af Crassus ved floden Silarus 71 f.Kr., hvor Spartacus faldt. Årsagen til slavernes nederlag var blandt andet store kulturelle forskelle mellem slaverne.
Historien om Spartacus er filmatiseret i filmen Spartacus (1960) og danner grundlag for en sovjetisk ballet. Derudover er historien fortalt i tv-serien Spartacus som kørte i perioden 2010-2013.
Yderligtgående socialistiske spartakister optræder i Tyskland (Spartakusforbundet) og Danmark i de sidste år af Første Verdenskrig, indtil der i 1919 bliver dannet kommunistiske partier.